# Sercy
Sercy é uma comuna francesa na região administrativa de Borgonha-Franco-Condado, no departamento Saône-et-Loire. Estende-se por uma área de 5,75 km². Em 2010 a comuna tinha 102 habitantes (densidade: 17,7 hab./km²).